# يان بنت
يان بنت (بالإنجليزية: Ian Bent)‏ هو عالم موسيقى بريطاني، ولد في عام 1938.